# Nooddouche

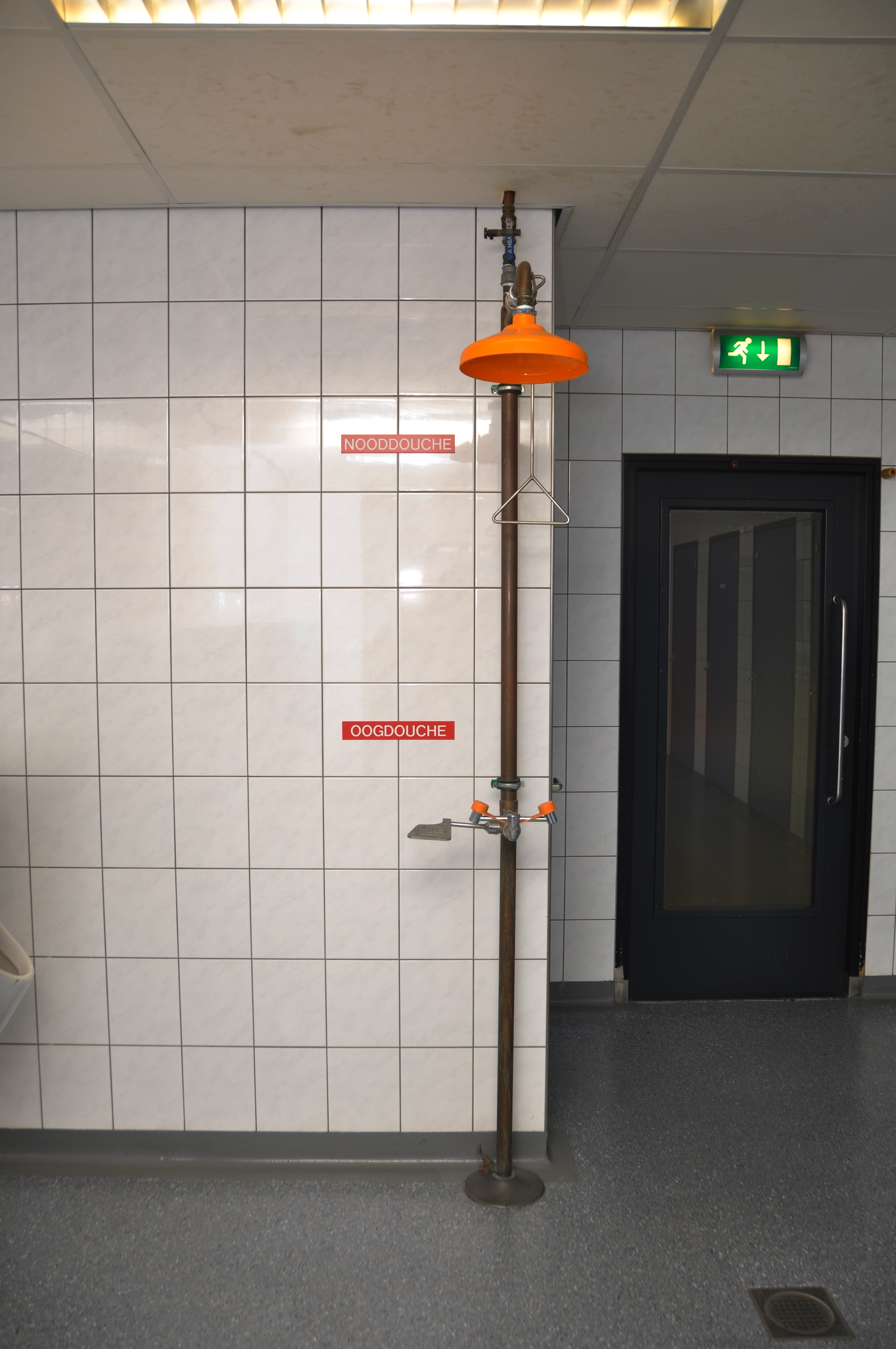
Nooddouche met oogdouche

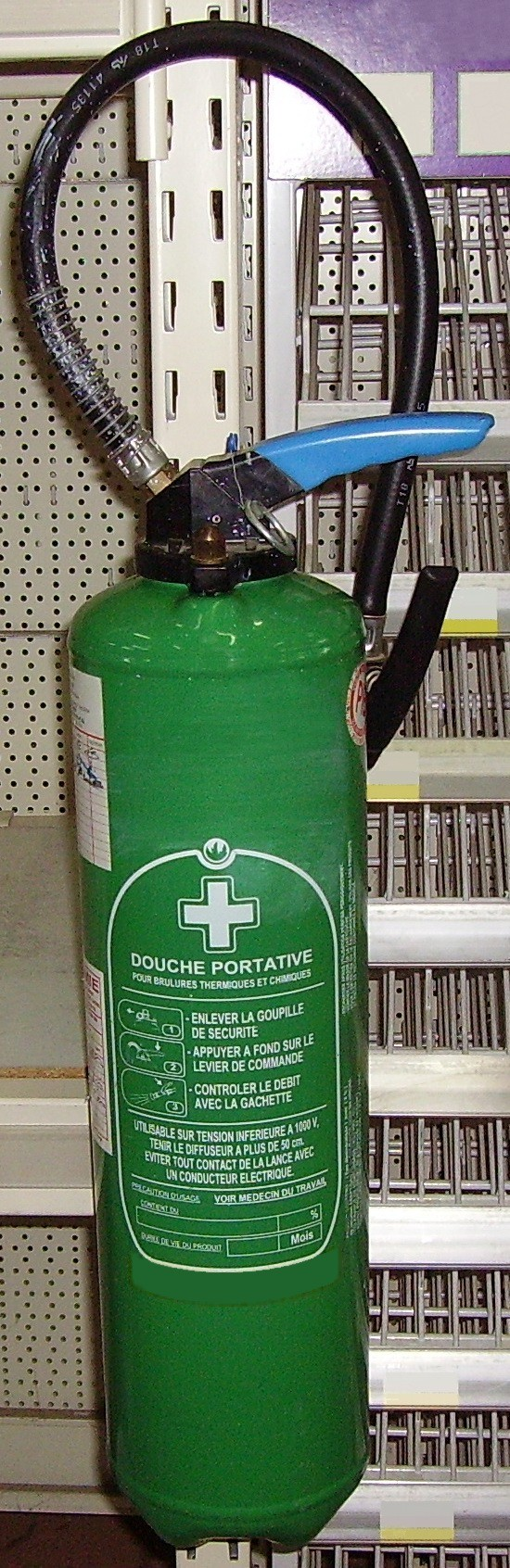
Draagbare nooddouche

Een nooddouche is een veiligheidsvoorziening voor personen die ongewild of per ongeluk met bijtende of giftige gevaarlijke stoffen in aanraking zijn gekomen. De douche verdunt ogenblikkelijk de concentratie door schoon te spoelen. In de petrochemie is de opstelling van de nooddouche vaak gecombineerd met een oogdouche en een met lauw water gevulde put in de grond, waar een getroffene in kan springen.
De douche kan op verschillende manieren worden geactiveerd, waarbij het kenmerkende is, dat het snel gaat. Het kan zijn door aan een trekstang te trekken, een zwengel opzij te duwen of door op een scharnierende plaat te gaan staan, waardoor een afsluiter opent.
De richtwaarde voor de capaciteit van een nooddouche is 80 l/min.
Waar een vaste voorziening niet mogelijk is, kan een draagbare nooddouche worden toegepast. Deze heeft de vorm van een brandblusser, maar is te herkennen aan de kleur.